# Напрямна лійка для обсадних труб
Лійка для обсадних труб напрямна (рос. направляющая воронка для обсадных труб; англ. casing adaptor, bowl, нім. Führungstrichter m für Futterrohrtour f) — у свердловинних технологіях видобування корисних копалин — лійка, призначена для полегшення опускання інструменту у свердловину.

## Інтернет-ресурси
- Casing Adapter [Архівовано 22 січня 2021 у Wayback Machine.]